# Секретний агент (фільм, 2016)
«Секретний агент» (кор. 밀정, Miljung) — південнокорейський історичний шпигунський трилер, знятий Кімом Чжі Уном. Світова прем'єра стрічки відбулась 3 вересня 2016 року на Венеційському кінофестивалі. Фільм розповідає про слідчого японської окупаційної поліції Лі Джон Чхуля, який отримує інформацію про те, що підпільники планують ввести з Шанхая динаміт для організації масштабного теракту в центрі Сеула.
Фільм був висунутий Південною Кореєю на премію «Оскар» за найкращий фільм іноземною мовою.

## У ролях
- Сон Кан Хо — Лі Джон Чхуль
- Кон Ю — Кім У Чжін
- Хан Чі Мін — Йон Кє Сун
- Ом Тхе Гу — Хашимото
- Сін Сон Рок — Чо Хве Рьон

## Виробництво
3 серпня 2015 року було повідомлено, що компанія Warner Bros. профінансує і виступить прокатником свого першого повністю корейськомовного проекту під назвою «Секретний агент», який розповідає про Сеул часів японської окупації.